# Long Michelson Interferometer
Le Long Michelson Interferometer (« Long interféromètre de Michelson ») était un interféromètre radiotélescope construit par Martin Ryle et ses collègues à la fin des années 1940 à côté du champ de tir à l'ouest de Cambridge, en Angleterre. L'interféromètre se composait de 2 éléments fixes distants de 440 mètres pour sonder le ciel en utilisant la rotation de la Terre. Il a produit le relevé préliminaire des étoiles radio dans l'hémisphère nord à 45 MHz - 214 MHz. Le télescope était exploité par le Radio Astronomy Group de l'Université de Cambridge.
Martin Ryle et Antony Hewish ont reçu le prix Nobel de physique en 1974 pour ce travail et d'autres ultérieurs en interférométrie radio.